# Niobé (Eschyle)
 (février 2023).
Si vous disposez d'ouvrages ou d'articles de référence ou si vous connaissez des sites web de qualité traitant du thème abordé ici, merci de compléter l'article en donnant les références utiles à sa vérifiabilité et en les liant à la section « Notes et références ».
Pour les articles homonymes, voir Niobé.

Niobé est une tragédie d'Eschyle inspirée du personnage mythologique du même nom. Il ne nous en reste que des fragments.
Niobé restait immobile et muette pendant plusieurs scènes. C'était probablement sa nourrice qui décrivait l'attitude de la malheureuse en dialoguant avec le chœur.